# Os Ossos do Barão (1997)
Os Ossos do Barão é uma telenovela brasileira produzida pelo SBT e exibida de 28 de abril a 8 de setembro de 1997, em 115 capítulos, substituindo Dona Anja e sendo substituída pela mexicana María Mercedes. É um remake da telenovela homônima escrita por Jorge Andrade na TV Globo em 1973. Foi adaptada por Walter George Durst, com colaboração de Duca Rachid, Mário Teixeira e Marcos Lazarini, sob direção de Antonio Abujamra e Luiz Armando Queiroz e direção geral de Nilton Travesso.
Conta com Ana Paula Arósio, Tarcísio Filho, Juca de Oliveira, Othon Bastos, Rubens de Falco, Rubens Caribé, Bete Coelho e Jussara Freire nos papéis principais.

## Antecedentes
A partir de 1993, o SBT começou a investir na produção de folhetins brasileiros. Iniciou as adaptações com Éramos Seis (1994), adaptada de um romance homônimo de Maria José Dupré, por Sílvio de Abreu e Rubens Ewald Filho.

## Produção

### Gravações
As gravações da novela começaram em 22 de outubro de 1996. Elas terminaram em 30 de abril de 1997. Ou seja, a novela estreou praticamente toda gravada.
As primeiras cenas da novela foram gravadas em Amparo, na fazenda São Sebastião. O ambiente já havia sido cenário de outras novelas, como Os Imigrantes.

### Exibição
Inicialmente a trama estava prevista para estrear em 18 de novembro de 1996. Porém a estreia dela foi remarcada para depois do carnaval. A trama acabou estreando em 28 de abril de 1997 e terminando em 8 de setembro de 1997, sucedendo Dona Anja e antecedendo María Mercedes.

## Enredo
Na juventude, Egisto (Juca de Oliveira) chegou ao Brasil para trabalhar nos campos de café do Barão de Jaraguá, enriquecendo durante a Revolução Industrial ao montar uma tecelagem, enquanto a família quatrocenta empobreceu com a decadência cafeeira. Após 40 anos, em 1948, Egisto comprou todos os bens do Barão – até os ossos – tamanho o fascínio pela nobreza, porém é frustrado por não ter um título para ostentar, vendo a oportunidade disso acontecer quando o filho Martino (Tarcísio Filho) se apaixona por Isabel (Ana Paula Arósio), bisneta do finado Barão. Porém o pai dela, Miguel (Othon Bastos), se recusa a casar a filha com o filho de um ex-funcionário, obrigando ela a ficar noiva de Rogério (Rubens Caribé), neto do banqueiro Cândido Caldas (Rubens de Falco). Começa então uma guerra, com Egisto e Bianca (Jussara Freire) armando a favor do casal e Miguel e Cândido contra, intensificado quando a prima de Isabel, Norma (Bete Coelho), também se apaixona por Martino e Verônica (Clarisse Abujamra), mãe de Isabel, passa a interferir, vendo mais vantagem financeira nos Ghirotto.
Miguel também inferniza a vida do outro filho Vicente (Petrônio Gontijo) por achar um absurdo a esposa dele, a moderna Lavínia (Bia Seidl), trabalhar fora enquanto ele cuida dos filhos. Já família de Cândido vive de aparências, com a filha dele Guilhermina (Imara Reis) traindo o marido Eulálio (Ewerton de Castro) com o médico Otávio (Thales Pan Chacon) e a neta Consuelo (Jerusa Franco) fazendo de tudo seduzir Luigi (Dalton Vigh), namorado de Lourdes (Mayara Magri), sobrinha de Miguel. Na fazenda Jaraguá ainda moram Melica (Cleyde Yáconis), filha do falecido Barão, seu marido Antenor (Leonardo Villar) e as primas Lucrécia (Yara Lins), Clélia (Elizabeth Henreid) e Lupércia (Lia de Aguiar), vivendo em negação sobre a derrocada da família.

## Elenco
| Ator                      | Personagem                         |
| ------------------------- | ---------------------------------- |
| Ana Paula Arósio          | Isabel Taques Redon                |
| Tarcísio Filho            | Martino Ghirotto                   |
| Juca de Oliveira          | Egisto Ghirotto                    |
| Othon Bastos              | Miguel Taques Redon                |
| Rubens de Falco           | Cândido Caldas Penteado            |
| Rubens Caribé             | Rogério Caldas Penteado            |
| Cleyde Yáconis            | Maria Amélia Taques Redon (Melica) |
| Leonardo Villar           | Antenor Taques Redon               |
| Jussara Freire            | Bianca Ghirotto                    |
| Clarisse Abujamra         | Verônica Taques Redon              |
| Bia Seidl                 | Lavínia Taques Redon               |
| Petrônio Gontijo          | Vicente Taques Redon               |
| Bete Coelho               | Norma Camargo                      |
| Denise Del Vecchio        | Rosa Santobuono                    |
| Laerte Morrone            | Carlino Santobuono                 |
| Ewerton de Castro         | Luiz Eulálio                       |
| Imara Reis                | Guilhermina Caldas Penteado        |
| Thales Pan Chacon         | Dr. Otávio Marcondes               |
| Mayara Magri              | Lourdes Taques Redon               |
| Daniela Camargo           | Mariana Taques Redon               |
| Dalton Vigh               | Luigi Santobuono                   |
| Otávio Müller             | Júlio                              |
| Jerusa Franco             | Consuelo Caldas Penteado           |
| Mika Lins                 | Noêmia Caldas Penteado             |
| Gésio Amadeu              | Misael                             |
| Chica Lopes               | Marlene                            |
| Yara Lins                 | Lucrécia Taques Redon              |
| Elizabeth Henreid         | Clélia Taques Redon                |
| Lia de Aguiar             | Lupércia Taques Redon              |
| Antônio Abujamra          | Sebastião Venâncio                 |
| Tânia Bondezan            | Giuseppina                         |
| Lizette Negreiros         | Senhourinha Venâncio               |
| Antonio Ghigonetto        | Rocco                              |
| Philipe Levy              | Peninha                            |
| Christiana Guinle         | Vilma                              |
| Cláudio Curi              | Cassiano                           |
| Rita Almeida              | Gigi                               |
| Maria Eugênia de Domênico | Maria Clara Taques Redon           |
| Bárbara Fazio             | Ismália Taques Redon               |
| Wagner Santisteban        | Ricardo Taques Redon               |
| Paula Sardá               | Lídia Caldas Penteado              |
| Renato Caldas             | Eduardo Caldas Penteado            |
| Luciano Quirino           | Omar Venâncio                      |
| Wellington Rodrigues      | Bento Venâncio                     |
| Cristina Bessa            | Lucy Marcondes                     |

### Participações especiais
| Ator                     | Personagem                |
| ------------------------ | ------------------------- |
| Leonardo Medeiros        | Egisto Ghirotto (jovem)   |
| Leonardo Sierra Monteiro | Egisto Ghirotto (criança) |
| Branca de Camargo        | Débora                    |
| Norival Rizzo            | Padre Olavo               |
| Marcelo Laham            | Jogador do jockey         |
| Cleide Queiroz           | Isolina                   |
| Ruy Afonso               | Trambiqueiro              |
| Washington Lasmar        | Dr. Guilhermo             |
| Milton Levy              | Médico de Lavínia         |
| Lucélia Machiavelli      | Florista                  |
| Robson Dantas            | Miguel (jovem)            |
| Felipe Ribeiro           | Miguel (criança)          |